# Rimatara (Gemeinde)

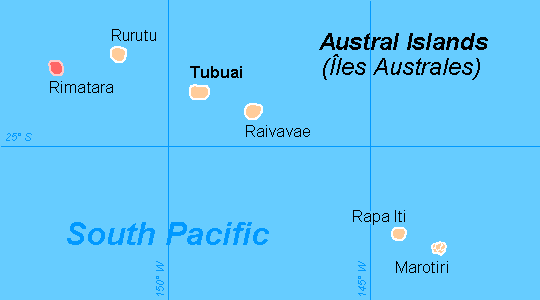
Lage der Gemeinde Rapa

Rimatara ist eine Gemeinde in der Subdivision der Austral-Inseln von Französisch-Polynesien. Ihre Gemarkung umfasst die Insel Rimatara mit 7,83 km² Fläche sowie das Atoll Maria mit 1,3 km². Sie hat 893 Einwohner (Stand Volkszählung 2022) und ist in die folgenden Teilgemeinden unterteilt:
- Amaru (Nordosten), Hauptort mit 274 Einwohnern, mit dem unbewohnten Atoll Maria über 200 Kilometer weiter westlich
- Mutuaura mit 341 Einwohnern (Süden)
- Anapoto (Nordwesten) mit 278 Einwohnern

Der höchste Punkt, Mont Uahu, liegt auf 83 m. ü. M.